# Klas Kyle
Klas Kyle var en svensk häradshövding.

## Biografi
Klas Kyle var son till Herman Kyle. Han var 1441 med i konunganämnde i Jönköping. Kyle var även 1441 häradshövding i Konga härad.

### Familj
Kyle var gift med Ingrid Joensdotter i Nötetorp. De fick tillsammans barnen riksrådet Påvel Kyle, fogden Johan Kyle och Anna Kyle som var gift med häradshövdingen Lydeke Olofsson i Vifolka härad.